# Narcissus assoanus
Narcissus assoanus Dufour ex Schult. & Schult.f. è una pianta della famiglia delle Amarillidacee.

## Descrizione
Cresce fino a 15 cm di altezza e ha fiori dai petali gialli con un profumo leggermente al limone.

## Distribuzione e habitat
Originaria della Spagna e della Francia è stata introdotta in Turchia.